# Glyphostoma dedonderi
Glyphostoma dedonderi é uma espécie de gastrópode do gênero Glyphostoma, pertencente a família Clathurellidae.